# Pterogonia striatura
Pterogonia striatura är en fjärilsart som beskrevs av Moore 1887. Pterogonia striatura ingår i släktet Pterogonia och familjen trågspinnare. Inga underarter finns listade.